# Cassidoloma discoidea
Cassidoloma discoidea is een keversoort uit de familie Discolomatidae. De wetenschappelijke naam van de soort is voor het eerst geldig gepubliceerd in 1898 door Kolbe.